# Echinopsis pampana
Echinopsis pampana es una especie de plantas en la familia Cactaceae. Es endémica de Arequipa y Moquegua en Perú. Es una especie inusual en las colecciones.

## Descripción
Echinopsis pampana crece de forma individual y por lo general con brotes rara vez. El tallo en forma de bola, azul-verde a gris-verdes que alcanza un diámetro de 10 centímetros y una altura de hasta 7,5 centímetros con una gran raíz primaria. Tiene de 18 a 30 costillas anchas en su base, con aristas vivas, y onduladas, que están dispuestos de forma helicoidal y mal encorvadas con golpes alternados. En ellas  se encuentran las areolas que están a 1-2 cm de distancia y de la que surgen espinas en forma de agujas elásticas de color rosa amarillento a marrón o negruzco. Las dos espinas centrales están curvadas hacia arriba y miden de hasta 7 cm de largo. Los nueve a diez espinas radiales están ligeramente curvadas y tienen una longitud de 1 centímetro. Las flores en forma de embudo son cortas y están abiertas durante el día,  son de color rosa-amarillento, naranja o amarillo. Las flores miden de 3-5 cm (raramente hasta 7 cm) de largo y tienen precisamente ese diámetro. El fruto en forma de huevo para esférico es jugoso y alcanza un diámetro de 2 cm.

## Taxonomía
Echinopsis pampana fue descrita por (Britton & Rose) D.R.Hunt y publicado en Bradleya; Yearbook of the British Cactus and Succulent Society 9: 88. 1991.
Etimología
Ver: Echinopsis
pampana epíteto geográfico que alude a su localización en la Pampa de Arrieros.
Sinonimia
- Lobivia pampana
- Echinopsis mistiensis
- Lobivia mistiensis
- Lobivia aureosenilis
- Lobivia glaucescens[3]